# Barbie芭比
《Barbie芭比》是一部2023年上映的美國奇幻喜劇電影，以美泰兒玩具產品芭比娃娃为原型，由葛莉塔·葛薇執導，並與諾亞·波拜克共同撰寫劇本；這也是在多部動畫電影和影集後第一部以娃娃作為藍本的真人電影。电影由瑪格·羅比和瑞恩·高斯林领衔主演，威爾·法洛、艾美莉卡·弗瑞娜、劉思慕和凱特·麥金儂等联袂出演。故事講述「刻板芭比」在某天發現自身的變異和拜访被遺棄的「怪芭比」後，和男友「刻板肯尼」抵達現實世界找出解決問題的答案，但是兩者在現實世界分別遭遇的經歷，讓他們開始省思自我與身分認同的議題。
電影原先於2014年由索尼影業開發。歷經多位編劇更動以及挑選兩位演員飾演主角後，索尼影業的權限到期，改由華納兄弟接手。瑪格·羅比於2019年選為飾演主角，並以LuckyChap Entertainment名義與美泰兒影業、盛日影業合作擔任製作人。2021年，葛莉塔·葛薇確認會擔任導演且與諾亞·波拜克共同撰寫劇本。主體拍攝於2022年3月份開始，地點位於英格蘭的華納兄弟利維斯登工作室。
影片首映礼2023年7月9日在美国洛杉矶圣殿剧院举行，2023年7月21日在美國公映。這部電影獲得媒體與影評界的广泛好评，主流的正面評論多聚焦在視覺效果、服裝設計、製作、配樂、幽默感、瑪格·羅比與雷恩·葛斯林的演出表現，但是評論家對劇中呈現女性主義的手法看法不一，部分評論則批評影片中帶有的說教意味與角色刻畫的瑕疵。電影票房在2023年8月突破10億美元，成為首部票房超過10億美元的女性執導電影，其后又于2023年9月超越《超級瑪利歐兄弟電影版》。成为2023年票房收入最高的电影。由於電影的官方推特曾經回應與《奧本海默》相關的迷因「芭本海默」使用核爆蕈狀雲合成的圖案，在日本引發爭議，導致日本一度出現抵制電影的現象。電影入圍第81屆金球獎並以9項提名領銜，最終贏得電影和票房成就與最佳原創歌曲獎。第96屆奧斯卡金像獎入圍8項獎項，最終獲頒奧斯卡最佳原創歌曲獎。

## 剧情
传统印象中金发碧眼的「刻板芭比」和各种各样的芭比娃娃同伴都居住在芭比乐园，这是一个女性主义社会，所有女性都自信、自给自足且成功。当她们的肯尼整天在海滩上从事娱乐活动时，芭比们則進行所有的重要工作，比如担任医生、律师和政治家。「刻板肯尼」是刻板芭比的金发肌肉男朋友，他只有在和芭比在一起时才开心并一直想寻求更亲密的关系，但芭比拒绝了他，转而支持独立和女性友谊。在一次舞会上，刻板芭比突然变得担心自己的死亡。第二天，她发现自己无法再完成平常的作息和活动，不但雙腳變成了扁平足，头发和皮肤也不再完美無瑕，連洗澡時放出來的水也變成冷水。随后刻板芭比受朋友推荐而去拜访一个「怪芭比」，她原本是最漂亮的芭比，后来被主人遗弃。这个芭比告诉她，为了治愈她神秘的症狀，她必须进入现实世界，找到和她一起玩的孩子。
刻板肯尼藏在刻板芭比的敞篷车裡，两人通过传送门抵达现实世界的威尼斯海滩，在该地区引發了多起滑稽事件，惊动了FBI。FBI将刻板芭比与刻板肯尼来到现实世界的事情告诉美泰兒公司，美泰兒CEO下令抓捕他们。刻板芭比找到了她的主人，一个名叫莎夏的少女，她批评芭比身上一些不切实际的美容标准和肤浅的消费主义。心烦意乱的芭比发现了葛洛莉，她是美泰兒员工和莎夏的母亲，葛洛莉在经历自己的身份认同危机时开始玩莎夏的芭比玩具，无意中将她的担忧转移到了刻板芭比身上，这引发了她的身份认同危机。刻板芭比差点被美泰兒CEO和他的下属抓住，但葛洛莉和莎夏救了她，三人一起前往芭比樂园。
与此同时，由于长期处于芭比乐园的母系社会里，刻板肯尼同樣喪失了自我认同，此时在现实世界中刻板肯尼了解了美国的父权制，第一次感到自己的重要性和被接纳的感觉。回到芭比乐园后，他轻而易举地说服其他肯尼接管了乐园。芭比们迅速被征服，成为了大男子主义者眼中顺从的女仆、家庭主妇和讨人喜欢的女朋友。来到芭比乐园后，刻板芭比试图说服肯尼和芭比们恢复原样，但遭到了拒绝。葛洛莉承认美国女性固有的矛盾，从而激励了沮丧的芭比。在莎夏、葛洛莉、怪芭比、艾伦和其他被遗弃的玩具的鼓励下，芭比们从肯尼们中解放出来，并操纵肯尼们在芭比乐园海滩上互相争斗，成功阻止肯尼们將宪法改為父權制。同时，芭比们也意识到了她们之前的社会制度错误，并决定对芭比乐园做出一些改变，包括对肯尼们和所有被抛弃的娃娃进行平等对待。
争斗过后，芭比们很快恢复了芭比乐园系统的力量，刻板的芭比和肯尼互相道歉，承认自己的失败。肯尼哀叹自己没有芭比就没有身份和目的，芭比則鼓励他培养自主的身份认同。但刻板芭比仍然不确定自己的身份和目的，她与美泰联合创始人暨芭比娃娃創始者罗丝·韩德勒的鬼魂会面。罗丝解释说，芭比的故事本來就没有固定的结局，她不断演变的历史早已超越了她的原始設定。受此启发，刻板芭比决定变成人类，前往现实世界。一段时间后，葛洛莉、她的丈夫和莎夏带着改名為「芭芭拉·韩德勒」的芭比回到了现实世界，並第一次去看婦產科。

## 演員
| 演員              | 角色          | 介紹 |
| 瑪格·羅比         | 芭比          | 电影主角，在芭比乐园与现实世界的裂缝被打开后，芭比出现了扁平足及橘皮组织等人类特征。在怪芭比的指引下，芭比与肯一起通过传送门前往现实中的洛杉矶，寻找自己在现实中的拥有者。与此同时，芭比也被美泰公司视作叛变的芭比，遭到对方追捕。又称刻板芭比（Stereotypical Barbie），原型为1959年面世的第一款芭比娃娃。 |
| 雷恩·葛斯林       | 肯            | 电影主角，与芭比一同前往洛杉矶修补裂缝问题，结果在旅途中发现了现实世界被父权社会统治的事实，于是回到芭比乐园如法炮制，把芭比的世界改造成由肯主宰的世界。又称刻板肯（Stereotypical Ken）。 |
| 芭比              |               | |
| 凱特·麥金儂       | 怪芭比        | 因被现实世界中的小女生破坏而长相怪异，走路时经常来个劈叉。肯统治芭比乐园后，怪芭比在刻板芭比及葛洛莉母女的帮助制定计划离间肯大军，夺回芭比乐园控制权。 |
| 伊莎·蕾           | 总统芭比      | 统治着芭比世界的美国总统。 |
| 哈莉·尼夫         | 医生芭比      | 芭比世界中的医生。 |
| 雅莉珊卓·希普     | 作家芭比      | 芭比世界中的作家，在芭比世界中获得诺贝尔文学奖。 |
| 艾瑪·麥基         | 物理学家芭比  | 芭比世界中的物理学家，在芭比世界中获得诺贝尔物理学奖。 |
| 莎朗·魯妮         | 律师芭比      | 芭比世界中的律师。 |
| 杜阿·利帕         | 美人鱼芭比    | 芭比世界中的美人鱼，与人鱼肯生活在芭比乐园附近的海域。 |
| 妮可拉·考夫兰     | 外交官芭比    | 芭比世界中的外交官。 |
| 安娜·克魯茲·凱恩  | 法官芭比      | 芭比世界中的最高法院大法官。 |
| 瑞圖·艾莉亞       | 记者芭比      | 芭比世界中的记者。 |
| 瑪莉莎·阿貝拉     | 聊天芭比      | 芭比世界中的健談青少女。 |
| 肯尼              |               | |
| 金斯利·本-阿迪爾  | 肯尼一号      | 芭比世界中的另一个肯尼。 |
| 劉思慕            | 肯尼二號      | 芭比世界中的另一个肯尼，肌肉猛男，主角肯尼的死对头。 |
| 史考特·伊凡       | 肯尼三號      | 芭比世界中的另一个肯尼。 |
| 舒提·加特瓦       | 肯尼四號      | 芭比世界中的另一个肯尼。 |
| 約翰·希南         | 人魚肯尼      | 芭比世界中的人鱼，与美人鱼芭比生活在芭比乐园附近的海域。 |
| 羅伯·布萊頓       | 糖爸肯尼      | 芭比的干爹，养了一条名叫“糖糖”（Sugar）的小狗。在現實中因名稱具有爭議而被停產。 |
| 其他娃娃          |               | |
| 麥可·塞拉         | 艾伦          | 芭比世界中唯一一个不以“肯尼”命名的男性玩偶，因此在肯尼主宰芭比世界后不受肯尼操纵。 |
| 艾莫芮德·芬諾     | 米琪          | 芭比的好友。參考了現實中因爭議被停產的懷孕米琪娃娃。 |
| 美泰兒公司        |               | |
| 威爾·法洛         | 美泰兒公司CEO | 美泰兒公司執行長。芭比与肯闯入现实世界后，与大批手下一同抓捕芭比，最终也来到了芭比世界。 |
| 傑米·德梅特里尤   | 美泰兒公司CFO | 美泰兒公司財務長。芭比与肯闯入现实世界后，在CEO的率领下与其他人一同抓捕芭比，最终也来到了芭比世界。 |
| 康納·斯溫德爾     | 亞倫·丁金斯   | 美泰兒公司的实习生，从美国联邦调查局处接到芭比与肯闯入现实世界中的情报，将情报传给高层。 |
| 艾美莉卡·弗瑞娜   | 葛洛莉        | 美泰兒公司员工，CEO的櫃檯小姐，私下设计了許多芭比娃娃的非典型形象，是造成芭比改變的原因。芭比被美泰尔抓捕后，因本能而伸出援手，並跟隨內心而来到芭比世界，帮助一众芭比从肯的手中拯救芭比世界。                                                                                          |
| 其他人物          |               | |
| 雅瑞安娜·葛林布雷 | 莎夏          | 葛洛莉的女儿，高中学生，说话尖酸刻薄，厌恶玩芭比娃娃。尽管如此，她还是跟着母亲葛洛莉来到芭比世界，帮助一众芭比从肯的手中拯救芭比世界。 |
| 雷娅·珀尔曼       | 魂魄          | 芭比创办人羅絲·韓德勒的魂魄，生活在美泰兒公司的一个秘密房间内。在她的指点下，刻板芭比认清人生定位，不再受芭比的传统刻板印象束缚，拥抱现实世界。 |
| 海倫·美蘭         | 旁白          | 电影的旁白。 |

## 製作

### 开发
芭比娃娃改编电影的消息最早于2009年9月传出，当时芭比玩具的制造商美泰兒与环球影业签订合作协议，劳伦斯·马克担任制片人；然而这部电影后来没有了消息。直到2014年4月，美泰又和索尼影視娛樂合作，珍妮·比克斯担任编剧，劳里·麦克唐纳和沃尔特·F·帕克斯以名下的帕克斯+麦克唐纳影视国度品牌担任制片人。电影的摄制工作预计在当年年底启动。2015年3月，迪亚布罗·科蒂受邀参与项目，负责改写剧本，艾米·帕斯卡加入制片团队。同年晚些时候，索尼再聘请林赛·比尔（Lindsey Beer）、伯特·V·劳尔和希拉里·温斯顿（Hillary Winston）单独写一份剧本草稿，务求在年底前完成剧本改写工作。
2016年12月，艾米·舒默与片方展开谈判，商讨出演角色的事宜，同时温斯顿的剧本将由舒默和舒默的妹妹金·卡拉梅尔（Kim Caramele）改写。后来舒默于2017年3月退出谈判工作，并指责片方安排2017年6月开机拍摄的时间与她的行程安排存在冲突；而到了2023年，舒默表示自己之所以退出项目，是因为与制片人产生创意分歧。2017年4月，安妮·海瑟薇参与主演谈判，同时索尼聘请奥维利亚·米尔奇（Olivia Milch）改写剧本；消息指索尼主动接洽阿勒西娅·琼斯，希望琼斯能执导电影，而这让海瑟薇对项目产生了兴趣。2018年3月，琼斯正式成为项目导演。然而到了同年10月，由于对项目的选择权正式到期，索尼将项目移交给了华纳兄弟影业，海瑟薇、琼斯、麦克唐纳、帕克斯和帕斯卡也随之离开剧组。与此同时，瑪歌·羅比参与了主角出演的初步谈判，派蒂·珍金斯考虑出任导演。2019年7月，罗比正式确认出演主角，并兼任了电影的制片人，负责向华纳兄弟推销电影。在推销会议上，罗比将电影比作斯蒂芬·斯皮尔伯格的《侏羅紀公園》（1993年），毫不讳言地称票房会过10亿美元。随后罗比与葛莉塔·葛薇展开接洽，希望对方能出任编剧。罗比表示自己非常喜欢葛薇的电影，尤其是2019年的《小婦人》。葛薇虽然当时还有一部电影正在进行后期制作，但还是接下了编剧职务，但条件是她的男朋友諾亞·波拜克也要参与编剧。2021年7月，葛薇签署导演合约。罗比表示这部电影會颠覆观众的想象，带给大家“一些你不知道你想要的东西”。

### 编剧
葛薇和波拜克在创作剧本的时候完全可以自由发挥。2020至2021年，全球各地因COVID-19疫情封城，两人就是在这种条件下合作编写剧本，他们表示编剧过程“开放”且“自由”。而在电影的前制论述中，葛薇参照《使徒信經》给电影写了一首抽象诗。至于故事弧，葛薇部分参考了瑪莉·派佛1994年出版的小说《拯救奧菲莉亞》，这本小说展现了社会压力对美国青春期少女的影响。葛薇还参考了经典的特藝七彩歌舞片，譬如《红鞋子》和《瑟堡的雨伞》。
在编剧过程中，葛薇回想起儿时一段关于芭比娃娃的经历。起初，母亲曾劝阻她别买芭比娃娃，但后来还是批准了。葛薇选择接受芭比娃娃的争议一面，打造出一部“既改变这个事情，又颠覆这个事情”的电影，即弘扬芭比娃娃所展现的女性主义精神，同时提及芭比娃娃所带出一些富有争议的审美标准。她说人类打造娃娃公仔之余，又反过来让娃娃公仔扮演人类，而这个概念让她很是着迷，觉得“我们一直都在和没有生命的物体对话”。与此同时，她还期望能向观众传达一个正面的信号，就是“相信自己，知道已经受够了”。电影故意植入了一些对比式矛盾，譬如在批评消費主義的同时，又将塑料娃娃神化。又比如，而在电影结尾处，芭比说自己渴望做一些其他的事情，而不仅仅是当塑料娃娃。葛薇称这部电影“最为真诚地进行修补”，目标是肯定女性的价值，同时表明做到十全十美的不可能的，而十全十美在许多人看来就是芭比所带来的一套标准。在反思芭比娃娃的极繁主义一面时，葛薇说芭比的本体跟她所理解的莎士比亚版极繁主义类似，这也是她喜欢莎翁著作的一个因素。葛薇的电影建基于“高度的戏剧性”，“能让你在无政府主义的游戏中对付一些伟大的想法”。
葛薇称电影的特点是无政府主义、精神错乱、有人性光辉。她表示这部电影起源于“疫情中的深度隔离”，而玛格特·罗比在剧中的台词“你们有想过死吗？”（Do you guys ever think about dying?）体现了电影的无政府主义性质。她认为芭比受到“条条框框束缚”，而原因在于“所有女性都是芭比，而芭比就是这些女性的全部”这个想法很“虚渺”，所以芭比不需要有自己的私人时光，因为她已经适应了她所在的环境。在她看来，电影的剧情反映出女生从孩提成长为青少年的历程，并不是一部成长题材电影，认为电影归根到底就是一部关于人的电影。
在剧本创作的初期，葛薇将芭比安排在乌托邦生活，最终踏入现实世界，“遭遇所有她们在这个地方（芭比世界）被屏蔽的事物”。葛薇将剧情比作亞當與夏娃，由参考了约翰·弥尔顿的《失樂園》，并深刻受到书中“没有痛苦就没有诗歌”概念的深刻启发。而为了强调芭比和肯面对现实世界的悲剧元素，葛薇重点关注不和谐的元素。譬如，她保留了罗比饰演的芭比与一位老妇交谈的场景，当中老妇称赞芭比非常漂亮。这个场景曾被要求删去，而葛薇觉得这个场景是“电影核心”的缩影。葛薇也希望电影能为芭比提供一些“反驳论据”，具体展现是在一个场景中，芭比得知有些女生并不喜欢她。葛薇认为这个场景真正赋予电影“睿智及情感力量”。而在另一个场景中，芭比在威尼斯海滩碰到一些异样的眼光，这也是葛薇特别设计的场景，因为她觉得这是大家普遍都有的经历，对于演员来说更是如此。葛薇也受到自己的一次试镜经历启发，当时她身穿工装裤，也觉得自己表演不好。
电影也探讨了等级森严的权力结构所产生的负面影响。葛薇假设“芭比主宰世界，肯是下层阶级”，有点类似《人猿星球》的设定。在葛薇看来，“肯自尊心低，常常寻求芭比肯定”的设定不失为剧情的出发点。高斯林认为葛薇的愿景类似于米尔顿·格拉泽的“I Love New York”Logo，认为葛薇在创造电影角色的过程中展现自己对当代世界的了解。肯表演了电影唯一一首抒情歌曲，葛薇认为肯这一刻让她觉得这部电影超越了芭比娃娃电影的传统意义。

### 选角
2021年10月，瑞恩·高斯林参与出演肯尼的谈判，艾美莉卡·弗利拉、劉思慕和凱特·麥金儂则于2022年2月加盟剧组，其中刘思慕是因为经纪人说从来没有读过这么优秀的剧本，才决定参与试镜。2022年3月，雅瑞安娜·葛林布雷、雅莉珊卓·希普和艾瑪·麥基加盟剧组。4月，威爾·法洛、伊莎·蕾、麥可·塞拉、哈莉·尼夫、金斯利·本-阿迪爾、雷娅·珀尔曼、舒提·加特瓦、艾莫芮德·芬諾、莎朗·鲁妮、史葛·伊雲斯、安娜·克鲁兹·凯恩、康納·斯溫德爾、瑞圖·艾莉亞和詹米·德米特鲁加盟剧组。
选角过程中，葛薇和罗比网罗了一大批拥有“芭比能量”的女演员，她们表示“芭比能量”指的是“美丽与活力的某种无法言喻的结合”。2022年接受《帝国杂志》专访的时候，艾玛·麥基表示一众配角将扮演形形色色的芭比和肯尼。2023年5月接受《Vogue》杂志采访时，罗比称自己本来想让盖尔·加朵扮演芭比，但加朵以档期冲突婉拒。在电影先导预告片中担任旁白的海倫·美蘭也在电影中客串。

### 拍摄
主体拍摄于2022年3月在英国的华纳兄弟利维斯登工作室启动，同年7月21日杀青，其他取景地包括美国洛杉矶的威尼斯滑板公園。罗德里戈·普列托担任摄影。正式开拍前，葛薇安排一众女主创参加睡衣派对，以建立正面关系。拍摄过程中，葛薇采用了1950年代，就是芭比娃娃诞生年代的一些摄影技术，以呈现出准确反映时代气息的视觉效果。葛薇还观看了迈克尔·鲍威尔与艾默利·普莱斯柏格联合执导的《太虛幻境》，了解古早视觉效果是如何用于营造戏剧感。补拍工作于2023年4月在洛杉矶进行。

### 布景与服饰
莎拉·格林伍德与凯蒂·斯宾塞分别负责电影的布景设计与装潢设计。对于片中的芭比梦幻屋（Barbie Dreamhouse），两人参考了棕櫚泉的世纪中期现代主义建筑，包括理查德·诺伊特拉设计的考夫曼沙漠之家，此外还有斯林·亚伦的摄影作品。导演葛薇希望能捕捉到梦想之家“非常搞笑”的东西，指的是已经推出的芭比公仔。此外，葛薇还参考了蒂姆·伯顿1985年执导的《荒唐小混蛋奇遇记》、偉恩·第伯的油画、1951年特藝七彩歌舞片《一個美國人在巴黎》中金·凯利的公寓。剧组在拍摄时使用了现场特效来模拟天空和圣哈辛托山脉，而不是電腦合成影像，导演葛薇说这样做是因为“一切都需要是触手可及的，毕竟你的玩具就是这样的”。而电影布景的一大特点是是用大量的粉色涂料，据称曾造成全球供应市场短缺。
影片服装设计师賈桂琳·杜倫曾在2019年的《小妇人》中与葛薇合作。杜伦以实用为出发点打造芭比的衣服：“芭比穿什么衣服的决定性因素是她要去哪里、要做什么事情，所以她完全是为了工作或任务穿衣服。”为了匹配片中芭比王国（Barbieland）的设定，杜伦团队使用大约15种颜色组合来打造服装，同时从法国演员碧姬·芭杜身上汲取灵感，以营造出“1960年代法国蔚蓝海岸的风情”。至于肯尼的服装，杜兰设计了一套1980年代风格的多彩运动装，而扮演肯尼的瑞恩·高斯林认为应该穿肯尼最著名的内裤。杜兰团队还深入借鉴了之前以往的芭比玩偶，包括1993年的“西部烙印”（Western Stampin'）系列和1994年的“火辣溜冰”（Hot Skatin'）系列。杜兰认为芭比娃娃展现了不同的女性气质，反映出各种芭比娃娃的衣着品味。剧中的戏服大多由杜兰团队提供，少部分动用了香奈儿的时装库存。

### 音乐
亚历山大·德斯普拉于2022年9月宣布为影片创作配乐，是自《小妇人》以来再度与葛薇合作。不过由于存在档期冲突，德斯普拉于2023年5月放弃配乐工作，转由馬克·朗森和安德魯·瓦耶特接手。电影原声带定于2023年7月21日发行，收录了艾娃·马克斯、查莉·XCX、多米尼克·菲克、FIFTY FIFTY、盖儿、海慕樂團、冰辣妹、卡利、卡罗尔·G、哈立德、丽珠、妮琪·米娜、粉红豹女郎、温驯的高角羚、樂洛伊小子、杜娃·黎波，以及主演高斯林等人演唱的歌曲。2023年5月26日，专辑主打歌、由杜娃·黎波演唱的徹夜熱舞发行。卡罗尔·G演唱的一起嗨于2023年6月2日发行，粉红豹女郎的Angel6月6日发行，查莉·XCX的Speed Drive6月30日发行，FIFTY FIFTY和卡利演唱的Barbie Dreams7月6日上线，比莉·艾利什演唱的What Was I Made For?7月13日上线。
尽管粉丝希望水叮噹乐队的经典歌曲芭比娃娃能出现在电影中，水叮当主唱琳恩·奈斯特隆的经纪人乌尔里希·穆勒-约根森（Ulrich Møller-Jørgensen）还是表示歌曲不会出现在电影中。《综艺》杂志推测这是因为美泰与歌曲的美国发行方MCA唱片闹过不和，双方曾于1997年至2002年间就歌曲版权问题闹上法庭。不过由水叮当、冰辣妹和妮琪·米娜演唱的芭比國度会出现在电影中，这首歌是芭比娃娃的全新版本，于2023年6月23日以单曲形式发行。

## 發行
2022年4月，华纳兄弟宣布电影定于2023年7月21日在美國上映，与克里斯托弗·诺兰执导的以罗伯特·奥本海默为主角的传记片《奥本海默》同日上映。由于两部电影的风格和题材迥乎不同，Instagram和TikTok等平台出现大量充满讽刺意义的帖子或网络迷因，以强调两部作品的受众群体截然相反，或是建议连映，而这种现象又被称为“芭本海默”。影片首映礼2023年7月9日在美国洛杉矶圣殿剧院举行。
先导预告片于《阿凡達：水之道》的周四优先场公开，以恶搞斯坦利·库布里克执导电影《2001太空漫游》片头的风格介绍了虚构的玩偶历史，当中玛格特·罗比打扮成1959年面世的原版芭比娃娃，取代了原版的天降巨石。先导预告片于2022年12月16日随剧院版海报公开，而角色海报则于2023年4月4日公布，展示了24位飾演芭比和肯尼演員的形象。电影在巴基斯坦旁遮普省的公映也遭到推迟，审查部门称是电影存在“会引起反对的内容”，具体内容则不得而知。
2023年8月9日，黎巴嫩文化部採取行動，禁止電影於電影院上映，稱電影削弱家庭的重要性，「宣揚同性戀和性轉變」，「與信仰和道德價值觀相矛盾」。同日，科威特決定禁止芭比在當地放映，以保護公共道德和社會傳統的熱衷，指電影宣揚與科威特社會和公共秩序格格不入的思想和信仰。

### 九段线风波
电影原计划于2023年7月21日在越南同步上映，但因片中出现中国主张的南海九段线而被禁映，是继《雪人奇缘》和《神秘海域》后第三部以同样原因遭禁的好莱坞电影。
电影在越南被禁的消息传到菲律宾后，菲律宾参议院外交委员会副主席弗朗西斯·托伦蒂诺向CNN菲律宾表示电影也“诋毁”了菲律宾的主权，应该同样禁掉。参议员金戈伊·埃斯特拉达认为应该以出现九段线为理由禁掉电影。反对派参议员丽莎·洪蒂佛罗斯开玩笑地说“既然电影是虚构的，九段线也是”，建议在电影中加入免责声明，而非粗暴禁掉。参议院公共信息与大众媒体委员会主席罗宾·帕迪拉认为制片方应该把指涉九段线的画面剪掉，否则就要面临电影被禁的风险。值得注意的是，上文提到的《雪人奇缘》和《神秘海域》就曾因牵涉九段线被菲律宾禁映。最终在7月11日，菲律宾电影电视审查分级委员会批出PG分级，允许电影在菲律宾公映，但要求发行商华纳兄弟将引起争议的线段模糊处理，以免被过度解读。不过，委员会发现片中所谓的九段线只有“八个点或八条线”，也不是常见的“U型”。其实早在7月6日，华纳兄弟就针对事件发表声明，澄清所谓九段线实为“儿童粉笔画”，其中的线段代表着芭比从芭比王国前往现实世界的旅程，“没有做任何形式声明的意图”。尽管如此，参议员托伦蒂诺还是对委员会决定表示尊重，但也表达了沮丧之情，因为几天后的7月12日是南海仲裁案裁决七周年。

### LGBT问题
华纳兄弟在中东地区的合作发行商Vox Cinema最初决定于7月19日上映《芭比》，但其后当地的电影监管部门要求删除电影中的LGBT内容，华纳兄弟拒绝合作，《芭比》最终在沙特阿拉伯、科威特、巴林、埃及、阿尔及利亚等国家被禁止放映。

## 反响

### 票房
在北美，《Barbie芭比》与《奥本海默》同期开画，首周末在4243家影院上映，票房预估9000万到1.25亿美元，华纳兄弟影业预测首日有7500万美元进账。《Barbie芭比》上映首周，AMC電影院表示有4万名AMC Stubs会员同时预订了《芭比》和《奥本海默》的首日电影票。最终《芭比》首日报收7050万美元（含周三及周四点映的2230万美元），成为2023年开画票房及点映票房最好的电影；首周末实际报收1.55亿美元，是2022年11月《黑豹2：瓦干達萬歲》以来的最高开画首周末票房（1.813亿美元），同时打败2019年上映的《驚奇隊長》，创下女性导演首周末票房的最高纪录，同时也是演员罗比自2016年《自殺突擊隊》以来的首周末票房新高。电影还击败《超級瑪利歐兄弟電影版》，成为2023年首周末票房最高的电影。业内认为“芭本海默”现象是电影票房成绩的最大推手，首周末共有79%的电影票属于两部电影（其中《芭比》占52%），共1850万人观影。第二个周末票房报收9200万美元，同比下降43%，但仍刷新华纳兄弟次周末票房新高，位列历史票房榜第七位。第三个周末仍为票房榜第一名，报收5300万美元，第四个周末追加3370万美元。至2023年8月16日，电影超越《蝙蝠侠：黑暗骑士》，取得累计5.375亿美元的票房，刷新华纳兄弟北美票房纪录。至9月2日，电影正式超越《超級瑪利歐兄弟電影版》，荣登2023年电影票房冠军宝座，累计票房高达13.65亿美元。
海外方面，电影于海外69个市场开画，首周末累计票房1.943亿美元。其中在58个市场名列票房榜第一，在26个市场创下华纳兄弟开画首周末票房最高纪录，在24个市场刷新2023年开画票房新高。英国报收2420万美元，为年度最好。法国报收1020万美元，创下华纳兄弟在当地的最高开画票房成绩，对上一次还是2019年的《小丑》。次周报收1.27亿美元，同比下降31%，但仍是57个市场的周末票房冠军。在巴西上映第二周，电影刷新当地2023年票房纪录，同时创下华纳兄弟在当地的最高票房。在澳大利亚，电影刷新次周票房纪录，两周累计票房3060万美元。在英国，电影超越《哈利·波特与死亡圣器（下）》10天累计票房纪录，刷新华纳兄弟在当地第二周票房纪录。截至2023年7月30日，票房最高的前五个国家分别为英国（6240万美元）、墨西哥（4150万美元）、巴西（3340万美元）、澳大利亚（3060万美元）和中国（2520万美元）。
| 上一届： 《不可能的任務：致命清算 第一章》 | 2023年美國週末票房冠軍 第29-32週 | 下一届： 《藍甲蟲》   |
| 上一届： 《奧本海默》                      | 2023年台北週末票房冠軍 第32週    | 下一届： 《奧本海默》 |

### 評價
《Barbie芭比》獲得的總體評價以正面為主，根据評論匯總网站爛番茄汇总的496篇评论文章，88%的评论家给予该作正面评价，平均打分为7.9分（满分10分），認證觀眾好評度83%，平均得分4.2/5（含括未認證觀眾評分則為74%好評度，平均得分3.9/5） ，該網站影評家共識為「《Barbie芭比》是一部視覺上令人眼花繚亂的喜劇，其元幽默與顛覆性的敘事巧妙地相得益彰。」。在Metacritic上，67位影評人共給予了80分的分數（滿分100分），這部電影獲得了「普遍好評」。，共計1128名Metacritic用戶給予本片平均分數5.1（滿分10分），屬於「褒貶不一或中庸」。
《纽约客》的理查德·布罗迪（Richard Brody）称本片的风格为“辉煌、美丽和有趣”，并赞扬了“自由和狂野”的方向以及“丰富而精致”的视觉美学。。《伦敦旗帜晚报》的夏洛特·奥沙利文（Charlotte O'Sullivan）称赞这部电影“很容易成为年度喜剧”，并补充说“这是有史以来最有趣的电影之一，它也轻松得令人发指……通过拒绝谨慎行事，明星兼制片人玛格特·罗比和编剧兼导演格蕾塔·葛韦格为自己感到自豪”。在《卫报》上，彼得·布拉德肖（Peter Bradshaw）给本片打了3星（满分5星），将其描述为“充满狂热的粉红色主题”，但“也许是一个巨大的两小时产品广告”。《好莱坞报道》的洛维亚·嘉克（Lovia Gyarke）称这部电影是“企业形象和颠覆性创造的微妙平衡”，称赞了导演、布景设计、服装、配乐和主要表演，但批评“较为混乱的社会主题讨论和平淡的情感着陆点”。《时代》杂志的斯蒂芬妮·扎查雷克（Stephanie Zacharek）认为“《芭比》很亮丽，但不怎么有深度”，她主要赞扬了主要表演和技术方面，但认为这部电影在前半小时之后的存在主义性质并不高明，并得出结论认为这确实是一部女权主义电影，但“只是以最散漫的方式”，而不是“颠覆性的”。

## 文化现象
2022年中，也就是离正式上映还有一年的时候，电影的画风就意外成为了文化现象，原因是罗比的剧照和路人镜头中的片场出现了两种非常明亮且柔和的颜色，一种是纯粉色，这种颜色被众多媒体预言会在来年成为时尚潮流；另一种是“死亡芭比粉”（Barbiecore），这种颜色因为大众对电影进行热烈讨论而受到广泛关注。除了舆论讨论最多的服装，电影的布景及化妆也受到关注。《Vogue》杂志认为电影会让耀眼的“死亡芭比粉”成为2023年夏天的时尚潮流，《纽约时报》预测2023年的时尚潮流会是“霓虹粉和黄色，外加现代修正主义风格的復古时装颜色”。
受「芭本海默」效應影響，更延伸出特殊的觀影與商業現象，例如觀眾會穿著粉紅色的服裝觀賞《Barbie芭比》，部份電影院甚至會開放《Barbie芭比》派對場，鼓勵觀眾打扮成粉紅色系的裝扮入場，或是在入場前在電影院附近的咖啡廳推出專屬的下午茶暖身場，讓觀眾前往消費購買下午茶享用；而觀賞《奥本海默》的觀眾則會身穿深色服裝入場，同時大部分的觀眾會自備咖啡觀影。
由於《Barbie芭比》與《奥本海默》的“芭本海默”现象，出現歐美影迷紛紛將芭比劇照和原爆蕈狀雲合成在一塊的合成圖，其中《Barbie芭比》的推特官方帳號甚至回覆「芭比海默」相關留言，此系列行動引起日本網民的憤怒，指責行銷團隊將歷史悲劇拿來大開玩笑，日本網民不僅還推出了主題標籤「#NoBarbenheimer」來加以反制，甚至表明絕不入場觀看《Barbie芭比》。但由於美國華納及時公開道歉，到了正式上映時首三天也有近2億日元收入，以及入了日本週末票房十大的不俗成績，慢慢贏回當地人的口碑。

## 獎項
其他獎項請見《Barbie芭比》獲獎與提名列表。
| 年份 | 頒獎典禮           | 獎項         | 入圍者                                                                                                 | 結果 |
| ---- | ------------------ | ------------ | --- | ---- |
| 2024 | 第96屆奧斯卡金像獎 | 最佳影片     | 《Barbie芭比》                                                                                         | 提名 |
| 2024 | 第96屆奧斯卡金像獎 | 最佳男配角   | 瑞恩·高斯林                                                                                            | 提名 |
| 2024 | 第96屆奧斯卡金像獎 | 最佳女配角   | 艾美莉卡·弗瑞娜                                                                                        | 提名 |
| 2024 | 第96屆奧斯卡金像獎 | 最佳改編劇本 | 《Barbie芭比》                                                                                         | 提名 |
| 2024 | 第96屆奧斯卡金像獎 | 最佳原创歌曲 | 詞曲：馬克·朗森、安德魯·瓦耶特 －〈我只是肯尼〉                                                        | 提名 |
| 2024 | 第96屆奧斯卡金像獎 | 最佳原创歌曲 | 曲：安德魯·瓦耶特, 菲尼亞斯·奧康奈爾, 馬克·朗森; 词：比莉·艾利什, 菲尼亞斯·奧康奈爾 －〈我為何而生？〉 | 獲獎 |
| 2024 | 第96屆奧斯卡金像獎 | 最佳美術設計 | 莎拉·格林伍德、凱蒂·斯賓塞                                                                             | 提名 |
| 2024 | 第96屆奧斯卡金像獎 | 最佳服装设计 | 賈桂琳·杜倫                                                                                            | 提名 |

## 外部連結
- 官方网站
- Barbie芭比的Instagram帳戶
- 互联网电影数据库（IMDb）上《Barbie芭比》的资料（英文）
- Box Office Mojo上《Barbie芭比》的资料（英文）
- 爛番茄上《Barbie芭比》的資料（英文）
- Metacritic上《Barbie芭比》的資料（英文）
- AllMovie上《Barbie芭比》的资料（英文）
- 豆瓣电影上《Barbie芭比》的資料 （简体中文）
- 时光网上《Barbie芭比》的資料（简体中文）
- 開眼電影網上《Barbie芭比》的資料（繁體中文）
- Yahoo奇摩電影上《Barbie芭比》的資料（繁體中文）